# SN 2006bb
SN 2006bb – supernowa typu Ia odkryta 25 marca 2006 roku w galaktyce UGC 4468. W momencie odkrycia miała maksymalną jasność 17,40m.